# 1316
Пізнє Середньовіччя •  Великий голод •  Реконкіста •  Ганза • Авіньйонський полон пап •  Монгольська імперія

## Геополітична ситуація
Андронік II Палеолог є імператором Візантійської імперії (до 1328). За титул короля Німеччини ведуть боротьбу Фрідріх Австрійський та Людвіг Баварський. У Франції королем став Філіп V Довгий (до 1322).
Апеннінський півострів розділений: північ належить Священній Римській імперії, середню частину займає Папська область, південь належить Неаполітанському королівству. Деякі міста півночі: Венеція, Піза, Генуя тощо, мають статус міст-республік. Триває боротьба гвельфів та гібелінів.
Майже весь Піренейський півострів займають християнські Кастилія і Леон, Арагонське королівство та Португалія, під владою маврів залишилися тільки землі на самому півдні. Едуард II є королем Англії (до 1327), а королем Данії є Ерік VI (до 1319).
Руські землі перебувають під владою Золотої Орди. Галицько-Волинське князівство очолюють Лев Юрійович та Андрій Юрійович, Михайло Ярославич править у Володимиро-Суздальському князівстві (до 1318).
Монгольська імперія займає більшу частину Азії, але вона розділена на окремі улуси, що воюють між собою. У Китаї, зокрема, править монгольська династія Юань. У Єгипті владу утримують мамлюки. Мариніди правлять у Магрибі. Делійський султанат є наймогутнішою державою Північної Індії, а на півдні Індії панують держава Хойсалів та держава Пандья. В Японії триває період Камакура.
Цивілізація мая переживає посткласичний період. Почала зароджуватися цивілізація ацтеків.

## Події
- У Європі вже другий рік панує Великий голод.
- Гедимін почав правити у Великому князівстві Литовському.
- Французький трон після смерті Людовика X перейшов до його посмертного сина Жана, але його «правління» тривало з 15 до 19 листопада. Після смерні Жана королем Франції став Філіп V Довгий.
- Англо-нормандці відновили контроль над Ірландією, королем якої оголосив себе попереднього року Едуард Брюс.
- В Уельсі Ллевелін Брен підняв повстання проти англійців.
- Розпочався понтифікат Івана XXII.
- Делійський султанат очолив Кутб-уд-дін Мубарак.

## Народились
- Карл IV (імператор Священної Римської імперії)